# عبدالرحمن الغافقی
عبدالرحمن الغافقی (عربی: عبد الرحمن الغافقي؛ – درگذشته ۷۳۲) ششمین (ژوئیه ۷۲۱) و چهاردهمین والی (۷۳۰–۷۳۲) اموی اندلس بوده‌است.
وی فرمانده مسلمانان در نبرد تور در برابر شارل مارتل بوده، این نبرد که در ۱۰ اکتبر ۷۳۲ رخ داده‌است منجر به کشته شدن الغافقی شد، وی همچنین در نبرد تولوز به‌همراه سمح بن مالک الخولانی شرکت داشته‌است.